# BAC Strikemaster
Die BAC 167 Strikemaster ist ein strahlgetriebenes Flugzeug, das zur Schulung und für Bodenangriffe vorgesehen ist.

## Geschichte
Die Geschichte der BAC Strikemaster beginnt Anfang der 1950er-Jahre, als die Royal Air Force (RAF) ein neues Schulflugzeug suchte, das die älteren Typen aus der Kriegszeit ersetzen sollte.
Die Firma Percival Aircraft konstruierte den robusten Tiefdecker Percival Provost mit Propellerantrieb und festem Fahrwerk und, damals noch selten, nebeneinander liegenden Sitzen für Lehrer und Schüler. So wurde ein Problem der älteren Typen wie der T-6 Texan/Havard gelöst: Die schlechte Sicht des Fluglehrers nach vorn. Angetrieben wurde das Flugzeug durch einen 550 PS/410 kW leistenden Sternmotor Alvis Leonides 126. Der Prototyp flog am 23. Februar 1950 zum ersten Mal und das Flugzeug wurde als Provost T.Mk. I von der RAF ab 1953, als Standardschulflugzeug in Dienst gestellt. Die Firma Percival wurde 1954 ein Teil der Hunting-Gruppe. Als die Produktion 1959 auslief, waren 491 Maschinen entstanden.
Nun war damals das Ausbildungssystem alles andere als logisch aufgebaut, denn der Flugschüler kam vom Propellerflugzeug sofort auf die Trainingsversion der de Havilland D.H.100 Vampire, einem ausgewachsenen aktuellen Kampfjet, wenn auch schon etwas in die Jahre gekommen. Bei Hunting reifte die Idee, ein Flugzeug zu bauen, das die Leistungslücke zwischen Provost und Vampire schließen konnte. Man nahm Flügel und Leitwerk der Provost und konstruierte den Rumpf so um, dass ein Strahltriebwerk (Armstrong Siddeley Viper) eingebaut werden konnte. Außerdem wurde ein einfahrbares Bugradfahrwerk eingebaut, das sehr kompakt sein konnte, da kein Propeller mehr große Bodenfreiheit verlangte.

## In Dienst gestellt
Die RAF bestellte im März 1953 zehn dieser Maschinen und das erste Flugzeug wurde am 26. Juni 1954 geflogen. Im Jahr 1955 wurde dieses Modell als Jet Provost T.Mk. I in Dienst gestellt. Dieses Muster erwarb sich bald einen guten Ruf wegen seiner Wirtschaftlichkeit und fast sprichwörtlichen Robustheit, welche den sowjetischen Konstruktionen in nichts nachstand. Im Laufe der Jahre wurden Flügelspitzentanks, stärkere Triebwerke, eine Druckkabine eingebaut und strukturelle Verstärkungen an den verschiedenen Versionen vorgenommen. Bei BAC, die Hunting-Gruppe war mittlerweile in diesem Konsortium aufgegangen, kam man auf den Einfall, die BAC 145, wie die Jet Provost nun bezeichnet wurde, zum Waffentrainer und für den Kriegsfall zum leichten Angriffsflugzeug auszubauen.
Ein Waffentraining war auch mit der Urversion stark eingeschränkt möglich. Das nun als BAC 167 bezeichnete Flugzeug hat zwei festeingebaute MG und Unterflügelstationen für eine Gesamtlast von 1360 kg, wurde nun Strikemaster getauft und entspricht der RAF-Version Jet Provost T.Mk. V. Die Royal Air Force hat den Namen Strikemaster nie benutzt.

## Technische Daten
| Kenngröße             | Daten                                                      |
| --------------------- | ---------------------------------------------------------- |
| Typ                   | zweisitziger leichter taktischer Jäger und Schulflugzeug   |
| Länge                 | 10,27 m                                                    |
| Spannweite            | 11,23 m                                                    |
| Höhe                  | 3,34 m                                                     |
| Leermasse             | 2810 kg                                                    |
| max. Startmasse       | 5216 kg                                                    |
| Triebwerk             | Strahltriebwerk Rolls-Royce Viper Mk 535 mit 1547 kp Schub |
| Höchstgeschwindigkeit | 774 km/h                                                   |
| Dienstgipfelhöhe      | 13.410 m                                                   |
| Einsatzradius         | 233 km (mit voller Zuladung im Tiefflug)                   |

## Bewaffnung
fest installierte Bewaffnung in den beiden Flügelwurzeln
- 2 × 7,62-mm-Maschinengewehr FN Herstal mit 550 Schuss Munition je Waffe

Bewaffnung bis zu 1360 kg an vier Außenlaststationen unter den beiden Tragflächen
Luft-Boden-Lenkwaffen
- 4 × Nord Aviation AS.11 Panzerabwehrlenkwaffen

Ungelenkte Bomben
- 2 × Royal Ordnance 1000 lb (454 kg), Freifallbombe
- 4 × Royal Ordnance 500 lb (227 kg), Freifallbombe
- 4 × Royal Ordnance 250 lb (113 kg), Freifallbombe
- 8 × Royal Ordnance 100 lb (45 kg), Freifallbombe
- 6 × Royal Ordnance 60 lb (27 kg) Splitterbombe
- 12 × Royal Ordnance 20 lb (9,1 kg) Splitterbombe
- 4 × Royal Ordnance 75-Gallonen Napalmbomben

Ungelenkte Luft-Boden-Raketen
- 32 × ungelenkte Luft-Boden-Raketen SURA-FL-Raketen; Kaliber 81 mm
- 18 × ungelenkte Luft-Boden-Raketen SURA-D-Raketen; Kaliber 81 mm
- 12 × ungelenkte Luft-Boden-Raketen SNORA-Raketen; Kaliber 81 mm
- 12 × Startschiene für je eine ungelenkte Luft-Boden-Rakete RP-3 (Rocket Projectile 3-inch); Kaliber 76,2 mm
- 12 × Startschiene für je eine ungelenkte Luft-Boden-Rakete Mk 6; Kaliber 76,2 mm
- 6 × Startschiene für je eine ungelenkte Luft-Boden-Rakete SERAM T10 (T.10); Kaliber 120 mm
- 4 × Matra 116M-Raketen-Rohrstartbehälter für je 19 × ungelenkte Luft-Boden-Raketen SNEB; Kaliber 68 mm
- 4 × TBA 68-7-Raketen-Rohrstartbehälter für je 7 × ungelenkte Luft-Boden-Raketen SNEB; Kaliber 68 mm
- 4 × Matra RL 181 Raketen-Rohrstartbehälter für je 18 × ungelenkte Luft-Boden-Raketen SNEB; Kaliber 37 mm
- 4 × SNIA AL-18-50-Raketen-Rohrstartbehälter für je 18 × ungelenkte Luft-Boden-Raketen SNIA-BPD; Kaliber 51 mm
- 4 × Startschiene für je eine ungelenkte Luft-Boden-Rakete HVAR; Kaliber 127 mm
- 2 × White & Riches Raketen-Rohrstartbehälter für je 24 × ungelenkte Luft-Boden-Raketen 2-inch RP; Kaliber 51 mm

Externe Behälter
- 4 × Mk 55 abwerfbarer Zusatztank für 340 Liter (75 Imp-Gallonen) Kerosin
- 2 × Zusatztank an den Flügelspitzen
- 2 × FN Herstal ETNA-TMP-5-Maschinengewehrbehälter mit je 2 × 7,62-mm-Maschinengewehren FN MAG 58P mit je 500 Schuss Munition
- 2 × Beagle-Aufklärungsbehälter mit je einer F.95-Kamera

## Nutzerstaaten
Dieser Typ wurde so für viele kleinere Luftwaffen die erste Wahl. Exportiert wurde das Flugzeug nach Ecuador, Kenia, Kuwait, Neuseeland, Oman, Singapur, Sudan und Saudi-Arabien. Die Flugzeuge von Oman haben nachweislich Kampfeinsätze geflogen und sich gut bewährt. Die RAF ersetzte die Jet Provost/Strikemaster Anfang der 1990er-Jahre durch die BAe Hawk. Für Details zur Verwendung der Jet Provost/Strikemaster in der Royal New Zealand Air Force siehe Royal New Zealand Air Force.
Die Strikemaster ist immer noch im Einsatz und wird heute von der British Aerospace, worin BAC aufgegangen ist, betreut.
- Botswana (Botswana Defence Force Air Wing)

9 × Strikemaster Mk 83
- Ecuador (Fuerza Aérea Ecuatoriana)

24 × Strikemaster Mk 89/89A
- Elfenbeinküste (Verteidigungs- und Sicherheitskräfte der Elfenbeinküste)

2 × Strikemaster Mk 83
- Kenia (Kenya Air Force)

6 × Strikemaster Mk 87
- Kuwait (Kuwaitische Luftstreitkräfte)

12 × Strikemaster Mk 83
- Neuseeland (Royal New Zealand Air Force)

16 × Strikemaster Mk 88
- Oman (Königlich Omanische Luftwaffe)

23 × Strikemaster Mk 82/82A
- Saudi-Arabien (Royal Saudi Air Force)

47 × Strikemaster Mk 80/80A
- Singapur (Republic of Singapore Air Force)

16 × Strikemaster Mk 84
- Jemen

4 × Strikemaster Mk 81
- Sudan (Sudanesische Luftstreitkräfte)

24 × Strikemaster Mk 90
- Vereinigtes Königreich (Royal Air Force)

10 × Strikemaster